# A Drug Against War
«A Drug Against War» es un sencillo oficial de KMFDM lanzado en su séptimo álbum Angst fue lanzado como sencillo antes del álbum. Un video musical, que ofrece representaciones animadas de anteriores cubiertas y álbumes de la banda, fue hecho para el sencillo, y posteriormente se demostró en la MTV de dibujos animados Beavis y Butt-head, el 11 de julio de 1994.

## Recepción de la crítica
Andy Hinds, en el libro de 2002 Toda la guía de la música como Rock, llama la canción de KMFDM más sobre el momento en la parte superior hasta la fecha. Diez años después de su lanzamiento, Brad Filicky de CMJ New Music Informe dijeron "A Drug Against War" fue uno de los más potentes de metal velocidad de canciones de la historia. Joshua Landau de Allmusic dijo que mientras que la canción era "una de las mejores introducciones a las guitarras y los puntos de vista antagónicos de KMFDM", los cuatro sola pista era "sólo de interés para los aficionados serios".
"A Drug Against War" obtuvo el lugar número 47 en COMA Music Magazine ' 101 canciones más grandes industriales s de todos los tiempos.

## Lista de canciones
| N.º | Título                              | Duración |  |
| 1.  | «A Drug Against War»                | 3:40     |  |
| 2.  | «A Drug Against War (Overdose-Mix)» | 5:25     |  |
| 3.  | «A Drug Against War (Hookah-Mix)»   | 3:33     |  |
| 4.  | «Blood»                             | 4:00     |  |

## Personal
- Sascha Konietzko - voces, bajos, sintetizadores, programación, organización, producción
- En Esch - voz, guitarra
- Svet Am - guitarra
- Mark Durante  - guitarra